# Мославачка гора
Мославачка гора је планина у на крајњем западу Славоније, у регији Мославина. Највиши врх планине је Хумка (489 метара), а други значајни врхови су: Вис (444 м), Калуђеров гроб (437 м) и Мјесец (354 м). Простор Мославачке горе износи око 1.350 км².
Гора је делом под буковим и храстовим шумама, на јужној страни виногради, воћњаци и њиве. У њеној подгорини се простире нафтом и земним гасом најбогатије подручје Хрватске - Мославачко-посавски рејон, са великим бројем налазишта. У историји планина је позната као антифашистичко упориште у Другом светском рату, а у то време била је скровиште за бројне збегове локалног српског становништва и партизанске јединице. Код села Подгарића подигнут је Споменик револуције народа Мославине, рад вајара Душана Џамоње.